# Ryszard Bitner (generał)

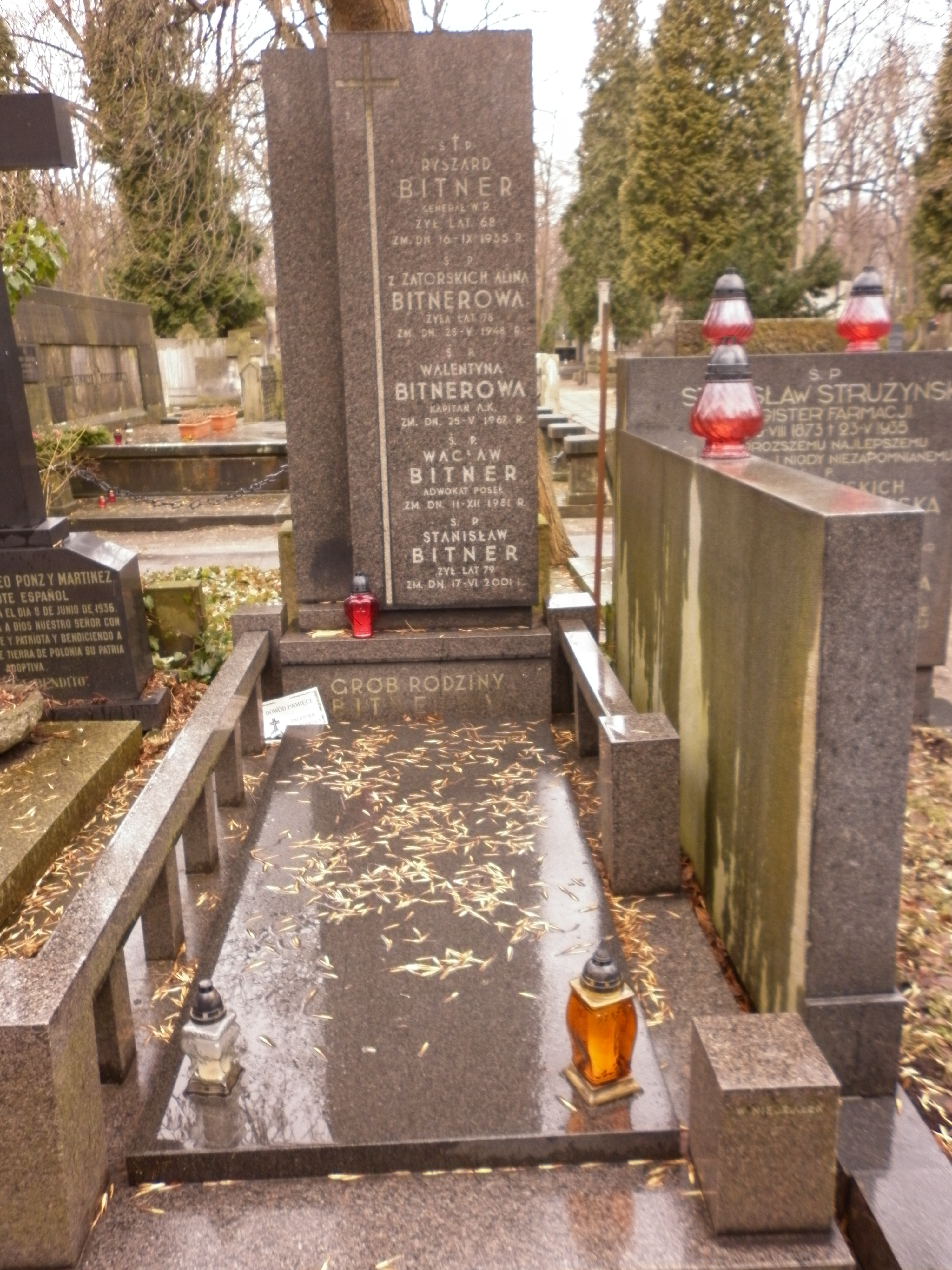
Grobowiec rodziny Bitnerów na cmentarzu Powązkowskim w Warszawie

Ryszard Bitner  (ur. 25 lipca 1867 w Wierchoważji, zm. 16 września 1935 w Brańszczyku) – tytularny generał brygady Wojska Polskiego, działacz niepodległościowy.

## Życiorys
Pochodził z rodziny szlacheckiej pochodzenia szwedzkiego. Syn Mikołaja i Melanii z Nowickich. Ojciec za uczestnictwo w powstaniu styczniowym został pozbawiony majątku na Podlasiu i przymusowo osiedlony w Wierchoważji. Ryszard Bitner ukończył Szkołę Realną w Wołogdzie, następnie kształcił się w Instytucie Technologii, Instytucie Leśnym i Instytucie Elektrotechnicznym w Petersburgu. W 1885 za działalność konspiracyjną więziony w Twierdzy Pietropawłowskiej. Przeżycia więzienne opisał w tomie wierszy Braciom, wydanym w Krakowie pod pseudonimem Mieczysław Zaduma.
W 1887 powołany do służby czynnej w carskiej armii. 8 grudnia 1889 ukończył Szkołę Topografów Wojskowych. Od 1890 służy w 15 batalionie, w 1892 przeniesiony do 108 Saratowskiego Pułku Piechoty, gdzie objął stanowisko dowódcy kompanii myśliwskiej. Później został kierownikiem szkoły podoficerskiej. W latach 1897–1901 służy w Wydziale Topograficznym Sztabu Wileńskiego Okręgu Wojskowego. Po awansie na kapitana na krótki czas przeniesiony do 107 Troickiego Pułku Piechoty. Następnie przeniesiony z powrotem do Wydziału Topograficznego Sztabu Wileńskiego Okręgu Wojskowego, prowadził studia nad armią niemiecką i austro-węgierską oraz opracował m.in. album z umundurowaniem tych armii. W 1907 przeniesiony w stan spoczynku z powodu stanu zdrowia. Będąc w stanie spoczynku był m.in. urzędnikiem Wileńskiego Banku Ziemskiego.
Od ok. 1890 utrzymywał kontakty z oficerami rosyjskimi, którzy założyli organizację konspiracyjną „Komitet Szesnastu” (przez pewien czas organizacją kierował generał Kazimierz Puzyrewski). Podczas pobytu w Wilnie poprzez brata nawiązał kontakt z Józefem Piłsudskim (brat generała Bitnera, Karol, studiował z nim medycynę). Brał m.in. udział w przygotowaniach do akcji pod Bezdanami. W 1914 powołany do służby czynnej, początkowo służył w Wileńskim, następnie w Dynenburskim Okręgu Wojskowym. W 1915 przydzielony do Sztabu 6 Armii w Petersburgu. W 1917 mianowany dowódcą pułku jegrów lejbgwardii. 30 marca 1917 pod pozorem słabego stanu zdrowia dymisjonowany.
Współzałożyciel, członek Zarządu i przewodniczący Komisji Wojskowo-Statystycznej Związku Wojskowych Polaków w Rosji. W czerwcu 1917 delegat oddziału piotrogrodzkiego Związku na Powszechnym Zjeździe Polaków Wojskowych w Piotrogrodzie. Następnie pracował w Zarządzie Cywilnym Ziem Wschodnich na stanowiskach inspektora skarbowego powiatu wołkowyskiego, potem inspektora skarbowego okręgu brzeskiego.
Do WP przyjęty 9 lipca 1919 w stopniu pułkownika. 18 października tego roku objął stanowisko zastępcy Dowódcy Okręgu Generalnego Grodno. Od grudnia 1920 dowódca ekspozytury Dowództwa Okręgu Generalnego w Białymstoku, od kwietnia 1921 ponownie zastępca dowódcy Dowódcy Okręgu Generalnego Grodno. Od 11 czerwca 1921 zasiadał w Oficerskim Trybunale Orzekającym.
Z dniem 1 czerwca 1922 został przeniesiony w stan spoczynku, w stopniu tytularnego generała brygady, z prawem noszenia munduru. Pomimo formalnego przeniesienia w stan spoczynku został zatrzymany w służbie czynnej, w charakterze członka OTO. Z dniem 30 września 1924 został zwolniony z czynnej służby. W latach 1925–1928 zasiadał w zarządzie Fabryki Amunicji „Granat”.
Następnie osiadł w Brańszczyku, gdzie zmarł. Pochowany na cmentarzu Powązkowskim w Warszawie (kwatera 229 przed, rząd 2, grób 2).
Żonaty z Aliną z Zatorskich, z którą miał synów: Seweryna, Czesława, Witolda i Wacława.

## Awanse
- podporucznik - 1889
- porucznik - 1892
- sztabskapitan - 1897
- kapitan - 1902
- podpułkownik - 1907
- pułkownik - 1917